# Diploschema mandibulare
Diploschema mandibulare är en skalbaggsart som beskrevs av Fuchs 1964. Diploschema mandibulare ingår i släktet Diploschema och familjen långhorningar.
Artens utbredningsområde är:
- Panama.
- Paraguay.

Inga underarter finns listade i Catalogue of Life.